# 菲萊瑪 (喬治亞州)
菲萊瑪（英語：Philema）是位於美國喬治亞州李縣的一個非建制地區。該地的面積和人口皆未知。

## 地理
菲萊瑪的座標為31°45′05″N 84°01′01″W / 31.75139°N 84.01694°W，而該地的平均海拔高度為71米（即233英尺）。